# Space Launch Complex 4
Der Space Launch Complex-4 (SLC-4, gesprochen „Slick Four“) ist ein aktives Startgelände auf der Vandenberg Space Force Base in Kalifornien, USA.
Der Startkomplex besteht aus den zwei Startplattformen SLC-4E und SLC-4W. Im Gegensatz zu den Startanlagen an der Ostküste der USA, wie der Cape Canaveral Space Force Station und dem Kennedy Space Center, erlaubt die von Ost nach West verlaufende Küstenlinie Nutzlasten in polare Umlaufbahnen zu starten.

## SLC-4W / LZ-4
Die westliche Startplattform wurde in den 1960er Jahren dazu genutzt, Spionagesatelliten des Typs KH-7 mit Atlas-Agena-Raketen in den Orbit zu befördern. Gegen Ende der 1960er Jahre wurde diese Plattform umgebaut, um schwerere Spionagesatelliten mit Titan-Raketen zu starten.
Nachdem die noch vorhandenen Titan-2-Raketen Ende der 1980er Jahre aus dem militärischen Dienst ausgemustert wurden, wurde SLC-4W dazu genutzt diese überzähligen Raketen zum Start von militärischen und wissenschaftlichen Satelliten und Sonden (unter anderem der Mondsonde Clementine) zu nutzen. Der letzte Start einer Titan-2-Rakete und damit auch der letzte Start von SLC-4W aus fand am 18. Oktober 2003 statt.
Von September 2014 bis September 2018 baute SpaceX das Startpad in einen Landeplatz für Falcon-9-Erststufen um. Seitdem heißt es Landing Zone 4 (LZ-4). Die erste Landung fand am 8. Oktober 2018 statt.

## SLC-4E
Die östliche Startplattform wurde, ebenso wie SLC-4W, in den 1960er Jahren dazu genutzt, Spionagesatelliten des Typs KH-7 mit Atlas-Agena-Raketen in den Orbit zu befördern. Anfang der 1970er Jahre wurde die Plattform, ebenso wie SLC-4W bereits einige Jahre vorher, umgebaut um schwerere Spionagesatelliten mit Titan-Raketen ins All zu befördern. Am 19. Oktober 2005 wurde die letzte Rakete der Titan-Serie von SLC-4E gestartet.
Ab Juli 2011 wurde der Startplatz erneut umgebaut, um von hier den Start der neuen Trägerrakete Falcon Heavy der Firma SpaceX durchführen zu können. Der erste Start einer SpaceX-Rakete, einer Falcon 9 v1.1, vom SLC-4E fand am 29. September 2013 statt.